# Салмела, Хуго
Хуго Салмела (фин. Hugo Salmela; 13 июня 1884, Кивенаппа, Выборгская губерния — 28 марта 1918, Тампере, Хяме) — финский революционер, в Гражданскую войну — один из командиров финской Красной гвардии, руководитель обороны Тампере от армии белофиннов.

## Биография
Молодым человеком приехал в Котку, где стал рабочим-металлистом. Будучи очень способным и склонным к самообразованию, много времени посвящал чтению. Более десяти лет он был главным актёром в Рабочем театре Котки.
В Кюменлааксо Хуго вступает в Красную гвардию. После начала Гражданской войны в Финляндии состоял в отряде Красной гвардии долины реки Кюмийоки. Оттуда был переведён на фронт в Саво. 18 февраля 1918 года Хуго Салмела назначен командующим силами красных на северном и западном фронтах. Его заместителем и военным советником стал подполковник-пограничник Г. В. Булацель. Хуго Салмела попытался организовать наступление на войска белых на участке фронта между озером Пяйянне и Ботническим заливом, но контрнаступление белых заставило красных отступить.
Хуго Салмела был одном из основных организаторов обороны Тампере — одной из наиболее драматических страниц в истории Гражданской войны в Финляндии, решившей её исход. С 16 марта по 1 февраля 1918 г. происходит планомерное окружение города. 20 марта правительственные войска берут Оривеси, Кангасала на востоке, Сиуро и Нокиа на западе. 24 марта окружение города заканчивается. 26 марта красным предложено сдаться, но предложение было ими отклонено.
28 марта Хуго Салмела получил смертельное ранение в результате взрыва ящика ручных гранат в штабе Красной армии, располагавшемся в Техническом колледже Тампере, и вечером этого же дня скончался. Виновником взрыва был бывший командующий фронтом в Пори 31-летний маляр Салминен (фин. fi:Kustaa Salminen), случайно уронивший в ящик взведённую гранату. При взрыве погибли многие офицеры красного штаба. Сам Салминен потерял обе ноги, но выжил и был расстрелян белофиннами 6 сентября 1918 года.
Хуго Салмела был женат и имел двоих детей. Он был похоронен в горной гряде «Пююникин Харью» недалеко от города. Позже белые перезахоронили его на кладбище Kalevankankaan.